# نعمان قورتولموش
 نعمان قورتولموش (بالتركية: Numan Kurtulmuş)؛ (1959 -)، سياسي تركي هو رئيس البرلمان التركي منذ 7 يونيو 2023 ، ونائب رئيس حزب العدالة والتنمية التركي وعضو اللجنة التنفيذية المركزية بحزب العدالة والتنمية التركي، شغل منصب نائب رئيس وزراء تركيا في حكومات حزب العدالة والتنمية 62 و 63 و 64 و 65 بين عامي 2014 و 2017 ووزير الثقافة والسياحة بين عامي 2017 و 2018. ونائب في البرلمان التركي لعدة دورات. رئيس حزب صوت الشعب سابقا، رئيس حزب السعادة سابقا. وهو حاصل على الدكتوراه في الاقتصاد وبروفيسور في جامعة إسطنبول.

## أسرته
ولد نعمان إسماعيل نعمان قورتولموش عام 1959 في محافظة أردو. ووالدته تنحدر من أصل جورجي.
وهو حفيد نعمان قورتولموش أحد العلماء المعروفين في تركيا، وأحد قادة القوات المسلحة التركية (يحمل رتبة رائد) الذين شاركوا في حرب الاستقلال التركية. قام الجد نعمان قورتولموش بتأليف أول كتاب إسلامي بالأحرف التركية اللاتينية في عهد الجمهورية التركية الحديثة تحت عنوان «شرح آمنت». والد الأستاذ الدكتور نعمان قورتولموش هو د. إسماعيل نيازي قورتولموش الرائد البارز في الأعمال الخيرية والأوقاف والمنظمات الإنسانية.
متزوج من سفجي قورتولموش وله من الأبناء أمير وعائشة وإسماعيل. يتكلم الإنجليزية بطلاقة. ويشجع نادي فنر بخشة لكرة القدم.

## دراسته الجامعية
تخرج نعمان قورتولموش في كلية الإدارة بجامعة إسطنبول، وحصل على درجة ماجستير من نفس الجامعة. ولإكمال مسيرته العلمية التحق قورتولموش بجامعة كورنيل الأمريكية واعد رسالة الدكتوراه وعمل أستاذاً زائرًا في نفس الجامعة إلى أن حصل على درجة دكتوراه في الاقتصاد عام 1992. في عام 1994 أصبح نعمان قورتولموش أستاذًا مساعدًا في جامعة اسطنبول بكلية الاقتصاد، وفي عام 2004 أصبح بروفسوراً في نفس الجامعة.

## مؤلفاته
للأستاذ الدكتور نعمان قورتولموش العديد من المقالات العلمية، كما أن له كتابان: الأول تحت عنوان «التحول الصناعي العميق» والثاني «النموذج الياباني في قيادة المصادر البشرية».
عمل قورتولموش أستاذا في كلية الاقتصاد بجامعة اسطنبول لسنوات طوال، ودَرَّسَ السياسة الاجتماعية، واقتصاد العمل، وقيادة المصادر البشرية. وأصبح أستاذا بالجامعة في عام 2004 م ما زال عضوا من أعضاء هيئة التدريس بجامعة إسطنبول للتجارة.

## حياته السياسية
طرد سياسيًا من حزب الفضيلة عام 1998 عندما أغلقت المحكمة الدستورية الحزب فانضم إلى حزب السعادة. انتخب رئيسًا لمؤتمر حزب السعادة الذي عقد في عام 2008 وبقي فيه حتى عام 2010. خرج من حزب السعادة وقاد تأسيس حزب صوت الشعب في عام 2010. بناءً على اقتراح من رجب طيب أردوغان، اتحد حزب العدالة والتنمية وحزب صوت الشعب في عام 2012. في إطار هذا الاتحاد، حل حزب صوت الشعب نفسه وانضم نعمان قورتولموش إلى حزب العدالة والتنمية مع العديد من أعضاء حزبه.

### حزب الفضيلة (1998-2001)
في عام 1998، بدأ حياته السياسية مع نجم الدين أربكان وشغل منصب رئيس مجلس الإدارة في إسطنبول وعضوًا في المجلس الإداري الرئيسي. عندما انتهى حزب الفضيلة، انضم إلى حزب السعادة في عام 2001.

### حزب السعادة (2001-2010)
شغل منصب رئيس مجلس الإدارة حزب السعادة في إسطنبول ونائب رئيس الحزب حتى عام 2008 . أعلن محمد رجائي قوطان، رئيس حزب السعادة، في 17 أكتوبر 2008 أن نعمان قورتولموش سيكون مرشحًا في مؤتمر الحزب الذي سيعقد في أنقرة في 26 أكتوبر 2008. وكان الشعار هو «السعادة الآن!» وانتخب رئيسًا لحزب السعادة حاصلًا على 924 صوتًا صالحًا من 946 مشاركا في المؤتمر الثالث الذي عقد في قاعة أتاتورك الرياضية في أنقرة.
في عام 2010، كان على خلاف مع نجم الدين أربكان، زعيم حركة مللي جوروش. أعيد انتخاب نعمان قرطولمش رئيسًا للحزب، حيث شارك كان المرشح الوحيد فقط من القائمتين في المؤتمر الرابع للحزب الذي عقد في أنقرة في 11 يوليو 2010. شارك نعمان قورتولموش في انتخاب مجلس الإدارة الرئيسي مع قائمته البيضاء ضد نجم الدين أربكان في القائمة الخضراء. والقائمة البيضاء الفائزة كانت تهدف إلى طرد نجم الدين أربكان وأصدقائه.
وبعد ذلك، طلب 650 مندوباً من المؤتمر مرة أخرى، لكن هذا الطلب قوبل برفض الهيئة الإدارية العامة للحزب. بعد قرار المحكمة تعيين لجنة دعوة المؤتمر، غادر 53 رئيسًا و 65 رئيس بلدية والعديد من السياسيين حزب السعادة في 1 أكتوبر 2010.
أعلن قورتولموش حركة سياسية جديدة، أطلق عليها حركة السياسة الحضارية.

### حزب صوت الشعب (2010-2012)
أعلن 235 سياسيًا توحدوا حول حركة سياسة الحضارة عن تأسيس حزب صوت الشعب في 1 نوفمبر 2010. وانتُخب كورتولمش رئيسًا للحزب بأغلبية 207 أصوات من 210 مندوبين في المؤتمر الأول للحزب الذي عقد في أنقرة بقاعة أتاتورك الرياضية في 28 نوفمبر 2010 وفي اليوم الثامن والعشرين لتأسيس حزب صوت الشعب.

### دمج الحزبين وعمله في حزب العدالة
عرض رئيس حزب العدالة والتنمية ورئيس الوزراء رجب طيب أردوغان في 12 يوليو 2012 على كورتولمش أن يدمج حزب العدالة والتنمية مع حزب صوت الشعب. بدأت عملية الدمج وفقًا للقرار الذي اتخذه الأشخاص المفوضون من الجانبين. دعا حزب صوت الشعب المندوبين وحل نفسه في المؤتمر الاستثنائي الذي عقده في 19 سبتمبر 2012 بأغلبية 165 صوتًا من 177 مندوبًا حاضراً وفقًا لقرار الجمع.
- بعد إنهاء حزب صوت الشعب، انضم قورتولموش مع العديد من أعضاء حزبه السابق إلى حزب العدالة والتنمية في حفل أقيم في إسطنبول في 22 سبتمبر 2012.
- انتخب قورتولموش عضوًا في المجلس الإداري الرئيسي في المؤتمر الرابع لحزب العدالة والتنمية المنعقد في أنقرة في 30 سبتمبر 2012، وعيّن نائبًا لرئيس الحزب في السياسة الاقتصادية.
- انعقد في المؤتمر السادس للحزب في 18 أغسطس 2018 فأصبح نائب رئيس حزب العدالة والتنمية.

### مناصبه الحكومية
- عندما انتخب رئيس الوزراء رجب طيب أردوغان رئيسًا لتركيا في الانتخابات الرئاسية في عام 2014، حل أحمد داوود أوغلو محل اردوغان رئيسًا للوزراء وأصبح قورتولموش نائبًا لرئيس الوزراء في الحكومة الثانية والستين.
- انتخب قورتولموش نائباً عن أوردو في انتخابات يونيو 2015 وأصبح نائباً لرئيس الوزراء ومتحدثاً باسم الحكومة الثالثة والستين برئاسة أحمد داوود أوغلو.
- انتخب قورتولموش نائباً عن أوردو مرة أخرى في انتخابات نوفمبر 2015، وأصبح نائب رئيس الوزراء والمتحدث الرسمي مرة أخرى في الحكومة الرابعة والستين برئاسة أحمد داوود أوغلو.
- عندما استقال أحمد داود أوغلو من رئاسة الوزراء أوكل الرئيس أردوغان مهمة تشكيل الحكومة إلى بن علي يلدريم. شغل قورتولموش منصب نائب رئيس الوزراء مرة أخرى في الحكومة الخامسة والستين برئاسة بن علي يلدريم. بعد فترة عقد في 19 يوليو 2017، أصبح وزيرا للثقافة والسياحة في مجلس الوزراء.
- انتخب قورتولموش نائبا عن إسطنبول في 24 يونيو 2018
- وانتخب مرة أخرى نائبا في البرلمان التركي عن اسطنبول في 14 يونيو 2023، ورشح نفسه لرئاسة المجلس ففاز في الجولة الثالثة رئيساً للبرلمان التركي .[1]